# Rhaponticum heleniifolium
La  centaurea con foglie di elenio  (nome scientifico  Rhaponticum heleniifolium  Gren. & Godr., 1850)  è una pianta erbacea, angiosperma dicotiledone, perenne appartenente alla famiglia delle Asteraceae.

## Etimologia
Il nome generico (Rhaponticum) deriva dalla somiglianza delle foglie di alcune specie di questo genere con quelle del genere Rheum (in particolare con la specie Rheum rhaponticum L.) comune in alcune zone dell'Asia occidentale. L'epiteto specifico ( heleniifolium ) fa riferimento alla somiglianza delle foglie di questa specie con quelle della specie Inula helenium L.. 

Il nome scientifico della specie è stato definito dai naturalisti Jean Charles Grenier (1808 – 1875), botanico e zoologo francese, e da Dominique Alexandre Godron (1807 - 1880), fisico e botanico francese, nella pubblicazione ”Flore de France, ou Description des Plantes qui Croissent Naturellement en France et en Corse. Besançon”  del 1850.

## Descrizione
(La seguente descrizione è relativa alla specie  Rhaponticum heleniifolium  s.l.; per i dettagli delle varie sottospecie vedere più avanti.)

La centaurea con foglie di elenio può arrivare fino a 1,5 metri di altezza (normalmente va da 30 cm a 150 cm). La forma biologica della specie è emicriptofita scaposa ("H scap"): ossia è una pianta perennante tramite gemme posizionate al livello del terreno con fusto allungato e mediamente foglioso.

### Radici
Le radici sono secondarie da rizoma.

### Fusto
- Parte ipogea: la parte sotterranea consiste in un rizoma.
- Parte epigea: la parte aerea del fusto è allungata e semplice; è fogliosa fino in alto. La superficie del fusto è striata e ricoperta di peli ragnatelosi.

### Foglie

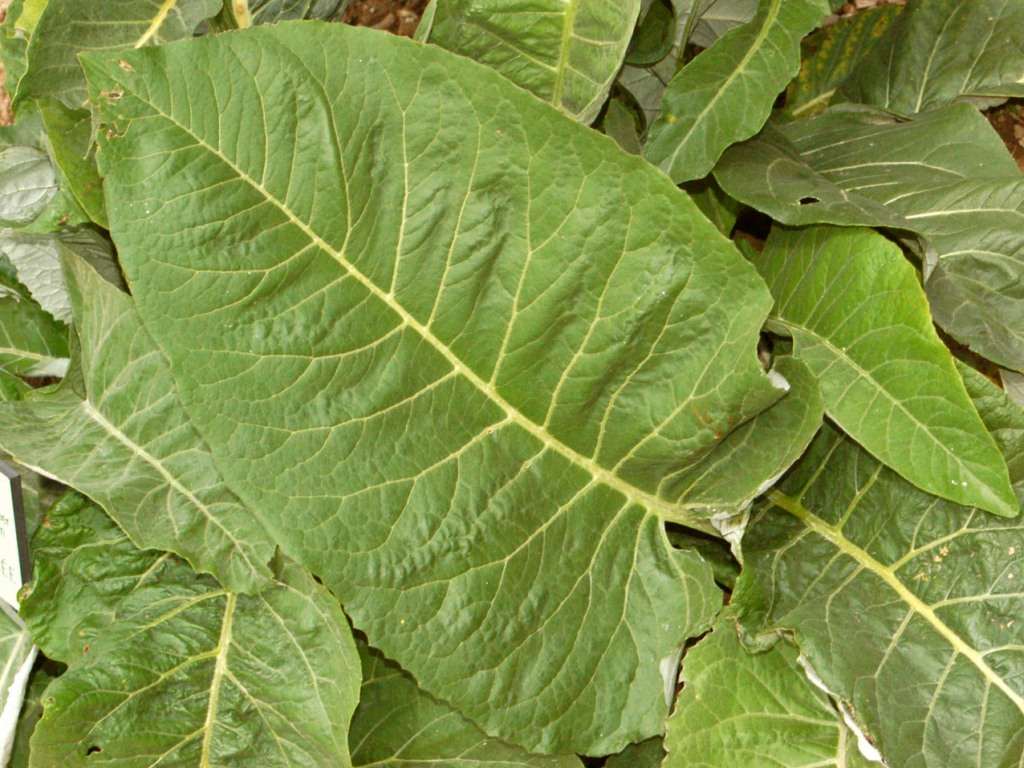
La foglia

Le foglie basali hanno generalmente una lamina intera a forma lanceolata allargata. Le foglie cauline sono lanceolate (più strettamente) e progressivamente minori; quelle superiori sono quasi sessili. La pagina inferiore della lamina è bianco- tomentosa, mentre quella superiore è verde. Dimensione delle foglie basali: larghezza 20 cm; lunghezza 30 – 40 cm. Dimensione delle foglie cauline: larghezza 3 – 6 cm; lunghezza 10 – 22 cm.

### Infiorescenza

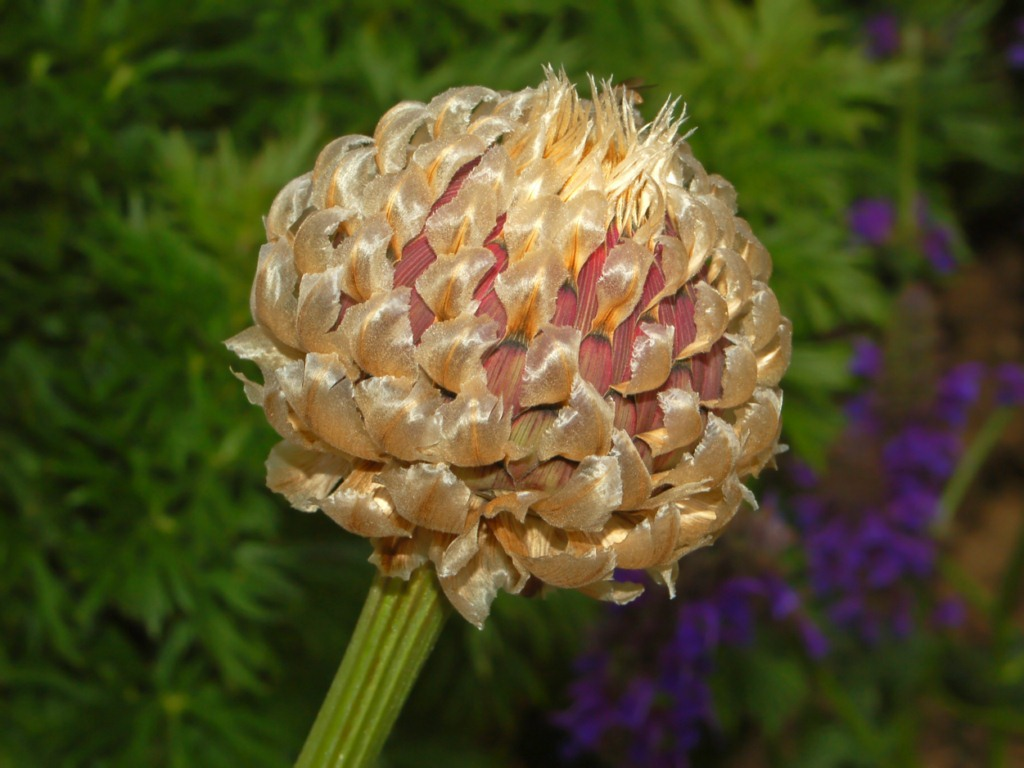
L’involucro

Le infiorescenze si compongono di un grosso e unico capolino. I capolini sono formati da un involucro composto da diverse brattee (o squame) a forma ottusa e appendice membranosa, bruna e frangiata (a volte è divisa in 2 – 3 lobi flabellati) , disposte su più serie in modo embricato all'interno del quale un ricettacolo con pagliette fa da base ai fiori. Dimensione dell'involucro: 8 – 11 cm.

### Fiore

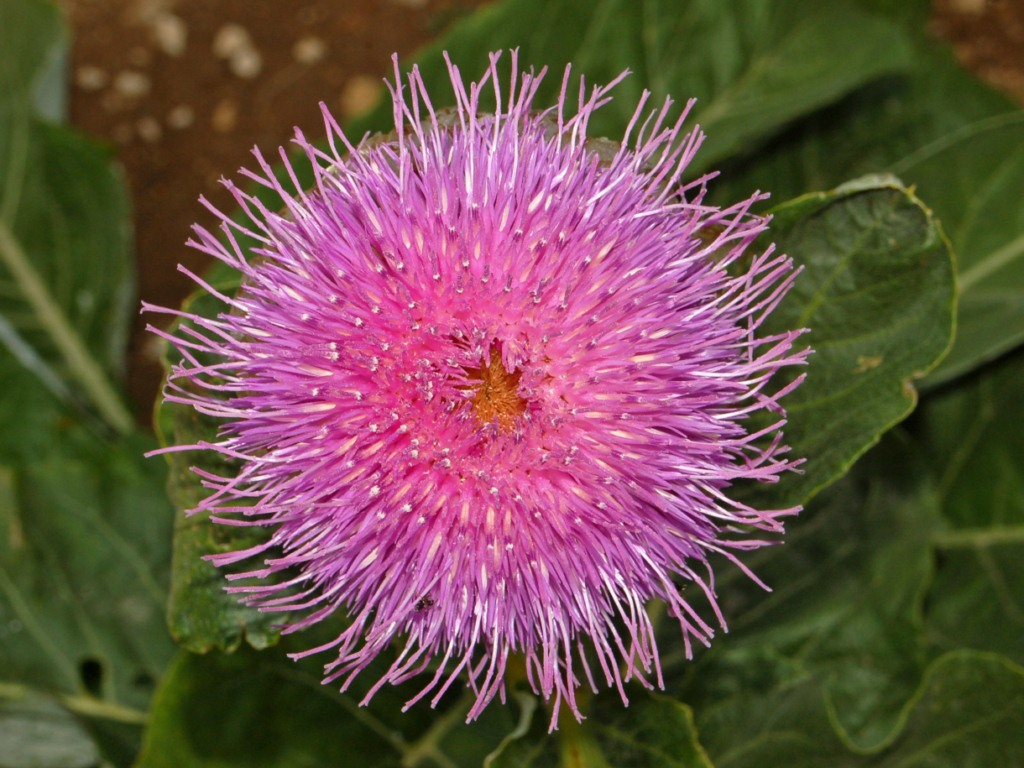
I fiori tubulosi

I fiori sono tutti del tipo tubuloso (il tipo ligulato, i fiori del raggio, presente nella maggioranza delle Asteraceae,  qui è assente), sono ermafroditi e sono inoltre tetra-ciclici (sono presenti 4 verticilli: calice – corolla – androceo – gineceo) e pentameri (ogni verticillo ha 5 elementi).
- Formula fiorale:

- /x K {\displaystyle \infty }, [C (5), A (5)], G 2 (infero), achenio

- Calice: i sepali del Calice sono ridotti ad una coroncina di squame.
- Corolla: la corolla è tubulosa con apice a 5 lobi. Il colore della corolla è purpureo.
- Androceo: gli stami sono 5 con filamenti liberi e le antere saldate in un manicotto circondante lo stilo.[12]
- Gineceo: gli stigmi dello stilo sono due divergenti; l'ovario è infero uniloculare formato da 2 carpelli.[12]
- Fioritura: da luglio a settembre.

### Frutti
I frutti sono degli acheni con pappo a setole piumose, quelle esterne sono minori di quelle interne.

## Biologia
- Impollinazione: l'impollinazione avviene tramite insetti (impollinazione entomogama).
- Riproduzione: la fecondazione avviene fondamentalmente tramite l'impollinazione dei fiori (vedi sopra).
- Dispersione: i semi cadendo a terra (dopo essere stati trasportati per alcuni metri dal vento per merito del pappo – disseminazione anemocora) sono successivamente dispersi soprattutto da insetti tipo formiche (disseminazione mirmecoria).

## Distribuzione e habitat
- Geoelemento: il tipo corologico (area di origine) è "Endemico (Alpico)".
- Distribuzione: in Italia è una specie rara ed ha una distribuzione discontinua (Veneto e Liguria).
- Habitat:  l'habitat preferito per queste piante sono i pendii sassosi.
- Distribuzione altitudinale: sui rilievi, in Italia, queste piante si possono trovare da 800 fino a 2.200 m s.l.m..

## Tassonomia
La famiglia di appartenenza di questa voce (Asteraceae o Compositae, nomen conservandum) probabilmente originaria del Sud America, è la più numerosa del mondo vegetale, comprende oltre 23.000 specie distribuite su 1.535 generi, oppure 22.750 specie e 1.530 generi secondo altre fonti (una delle checklist più aggiornata elenca fino a 1.679 generi). La famiglia attualmente (2021) è divisa in 16 sottofamiglie.
La tribù Cardueae (della sottofamiglia Carduoideae) a sua volta è suddivisa in 12 sottotribù (la sottotribù Centaureinae è una di queste).

### Filogenesi
La classificazione della sottotribù rimane ancora problematica e piena di incertezze. Il genere di questa voce è inserito nel gruppo tassonomico informale Rhaponticum Group formato da 7 generi. La posizione filogenetica di questo gruppo nell'ambito della sottotribù è abbastanza "basale" tra i gruppi informali Volutaria Group e Serratula Group.
La tassonomia del genere Rhaponticum ha subito più di qualche modifica nel corso di questi ultimi tempi. Inizialmente Linneo aveva descritto le specie nel genere  Centaurea. Più tardi alcune specie sono state trasferite nel genere Leuzea. La circoscrizione del "Rhaponticum Group" è confermata anche da studi di tipo filogenetico. Tuttavia alcune checklist propongono ancora le specie del genere Rhaponticum all'interno del genere Leuzea e altre considerano Rhaponticum un sinonimo di Centaurea.
Il genere Rhaponticum è suddiviso in due cladi fortemente supportati: il clade Orientale e quello Occidentale. In quest'ultimo sono inserite le specie della flora italiana.
Anche la tassonomia della specie R. heleniifolium ha subito delle modifiche. Pignatti nella sua ”Flora d‘Italia” (edizione 1a 1982) la descrive come Rhaponticum scariosum subsp. lyratum (Bellardi) Hayek. In altre pubblicazioni è nominata Stemmacantha heleniifolia (Godr. & Gren.) Dittrich in Candollea. Solamente con le ultime ricerche filogenetiche le specie del genere Stemmacantha e Leuzea (un altro genere controverso) sono state incluse nel più comprensivo genere Rhaponticum (zona centrale del “Clade occidentale”). Tuttavia alcune checklist propongono ancora le specie del genere Rhaponticum all'interno del genere Leuzea.
Il numero cromosomico di R. heleniifolium è: 2n = 26.

### Descrizione sottospecie italiane
Rhaponticum è un gruppo difficile per la sua distribuzione frammentata e quindi la tendenza a formare tipi localizzati. Inoltre la confusione nomenclaturale non aiuta. In Italia allo stato spontaneo sono presenti due sottospecie qui di seguito descritte.

#### Sottospecieheleniifolium

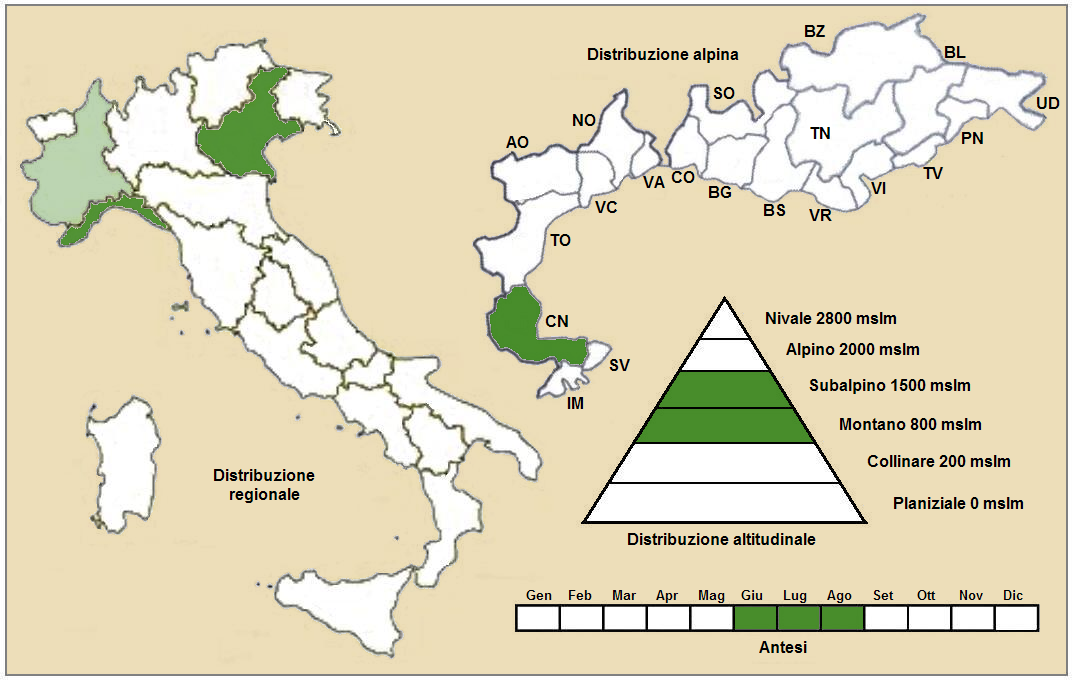
Distribuzione della sottospecie heleniifolium (Distribuzione regionale – Distribuzione alpina)

- Nome scientifico: Rhaponticum heleniifolium Gren. & Godr. subsp. heleniifolium.
- Descrizione: l'altezza delle piante varia da 4 a 15 dm; le foglie basali hanno una lamina intera (a forma lanceolata o strettamente ellittica) oppure lirata con solo una copia di segmenti; la lamina è bruscamente ristretta verso il picciolo che nelle foglie basali è allungato; il diametro dell'involucro varia tra 6 – 10 cm; le brattee sono densamente cigliate.
- Geoelemento: il tipo corologico (area di origine) è Ovest - Alpino.
- Distribuzione: in Italia questa sottospecie è presente (ma dubbia) al nord-ovest (Alpi occidentali) e in Francia (dipartimenti di Alpes-de-Haute-Provence, Hautes-Alpes e Alpes-Maritimes).[20]
- Habitat: l'habitat tipico per questa sottospecie sono i ghiaioni, le pietraie, i ruderi, le praterie rase subalpine, i megaforbieti e i popolamenti a felci; il substrato preferito è calcareo con pH basico, alti valori nutrizionali del terreno che deve essere mediamente umido.
- Distribuzione altitudinale: da un punto di vista altitudinale questa sottospecie frequenta il piano vegetazionale montano e quello subalpino.
- Fitosociologia: dal punto di vista fitosociologico alpino Rhaponticum heleniifolium appartiene alla seguente comunità vegetale:[20]

Formazione: delle comunità delle macro- e megaforbie terrestri
Classe: Mulgedio-Aconitetea
Ordine: Calamagrostietalia villosae
Alleanza: Calamagrostion arundinaceae

#### Sottospeciebicknellii

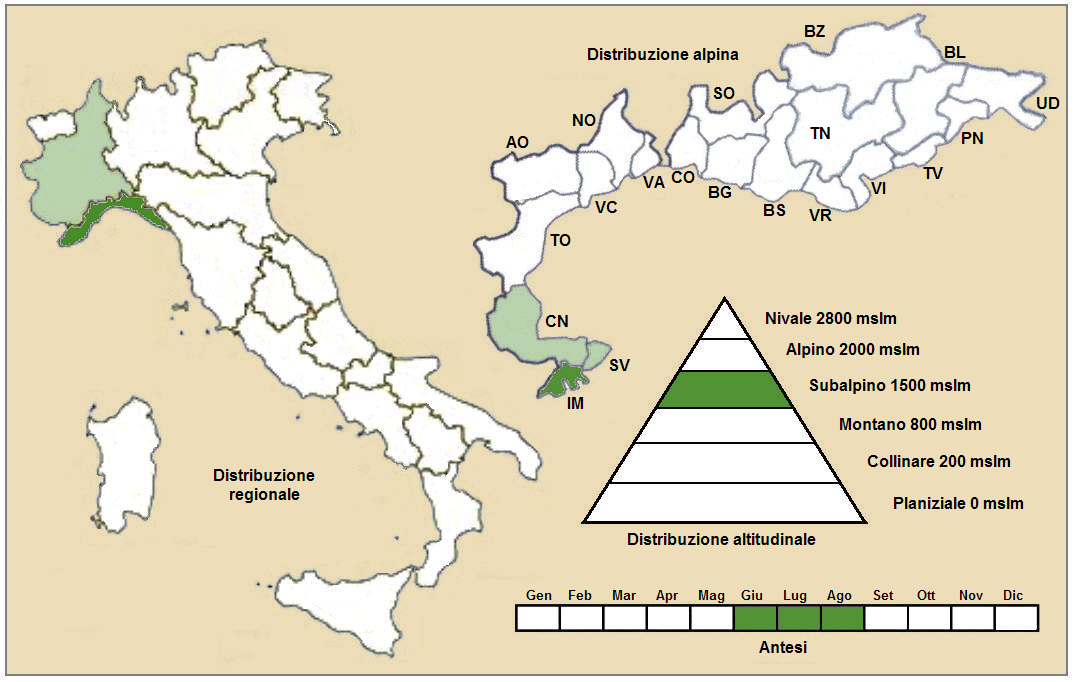
Distribuzione della sottospecie bicknellii (Distribuzione regionale – Distribuzione alpina)

- Nome scientifico: Rhaponticum heleniifolium Gren. & Godr. subsp. bicknellii (Briq.) Greuter.
- Basionimo: Centaurea rhapontica var. bicknellii Briq., 1902.[20]
- Descrizione: l'altezza varia tra 3 – 10 cm; le foglie basali hanno una lamina pennatosetta con 3 – 4 copie di segmenti a forma lanceolata e bordi seghettati; la base della lamina è ottusa; le foglie cauline sono decisamente sessili e profondamente incise; il diametro dell'involucro è 8 – 11 cm; le brattee sono sparsamente cigliate.
- Geoelemento: il tipo corologico (area di origine) è Ovest - Alpino.
- Distribuzione: in Italia questa sottospecie è presente soprattutto al nord (Alpi Marittime e Liguri) e in Francia (dipartimento delle Alpes-Maritimes).[20]
- Habitat: l'habitat tipico per questa sottospecie sono le praterie rase subalpine anche se rocciose; il substrato preferito è calcareo con pH basico, alti valori nutrizionali del terreno che deve essere secco.
- Distribuzione altitudinale: da un punto di vista altitudinale questa sottospecie frequenta il piano vegetazionale subalpino.
- Fitosociologia: dal punto di vista fitosociologico alpino questa sottospecie appartiene alla seguente comunità vegetale:[20]

Formazione: Comunità delle praterie rase dei piani subalpino e alpino con dominanza di emicriptofite
Classe: Elyno – Seslerietea variae
Ordine: Seslerietea variae
Alleanza: Caricion ferrugineae

### Sinonimi
Questa entità ha avuto nel tempo diverse nomenclature. L'elenco seguente indica alcuni tra i sinonimi più frequenti:
- Centaurea heleniifolia Fritsch (sinonimo della sottospecie heleniifolium)
- Centaurea lyrata Bellardi
- Centaurea rhapontica var. bicknellii Briq. (sinonimo della sottospecie bicknellii)
- Leuzea rhapontica subsp. heleniifolia Holub
- Leuzea rhapontica subsp. bicknellii (Briq.) Holub
- Rhaponticum bicknellii
- Rhaponticum lyratum (DC.) Bergmans
- Rhaponticum scariosum subsp. bicknellii (Briq.) Pign. (sinonimo della sottospecie bicknellii)
- Rhaponticum scariosum subsp. heleniifolium (Godr. & Gren.) Nyman
- Rhaponticum scariosum subsp. lyratum (Bellardi) Hayek (sinonimo della sottospecie heleniifolium)
- Rhaponticum scariosum var. helenifolium (sinonimo della sottospecie heleniifolium )
- Rhaponticum scariosum var. lyratum DC.
- Stemmacantha bicknellii (Briq.) Landolt (sinonimo della sottospecie bicknellii)
- Stemmacantha heleniifolia (Godr. & Gren.) Dittrich
- Stemmacantha heleniifolia subsp. bicknellii (Briq.) Dittrich in Candollea (sinonimo della sottospecie bicknellii)
- Stemmacantha heleniifolia subsp. heleniifolia (Godr. & Gren.) Dittrich in Candollea (sinonimo della sottospecie heleniifolium)
- Stemmacantha rhapontica subsp. heleniifolia

## Altre notizie
La Centaurea con foglie di elenio in altre lingue viene chiamata nei seguenti modi:
- (DE)  Alantblättrige Bergscharte
- (FR)  Stemmacanthe à feuilles d'hélénie